# Skelettur

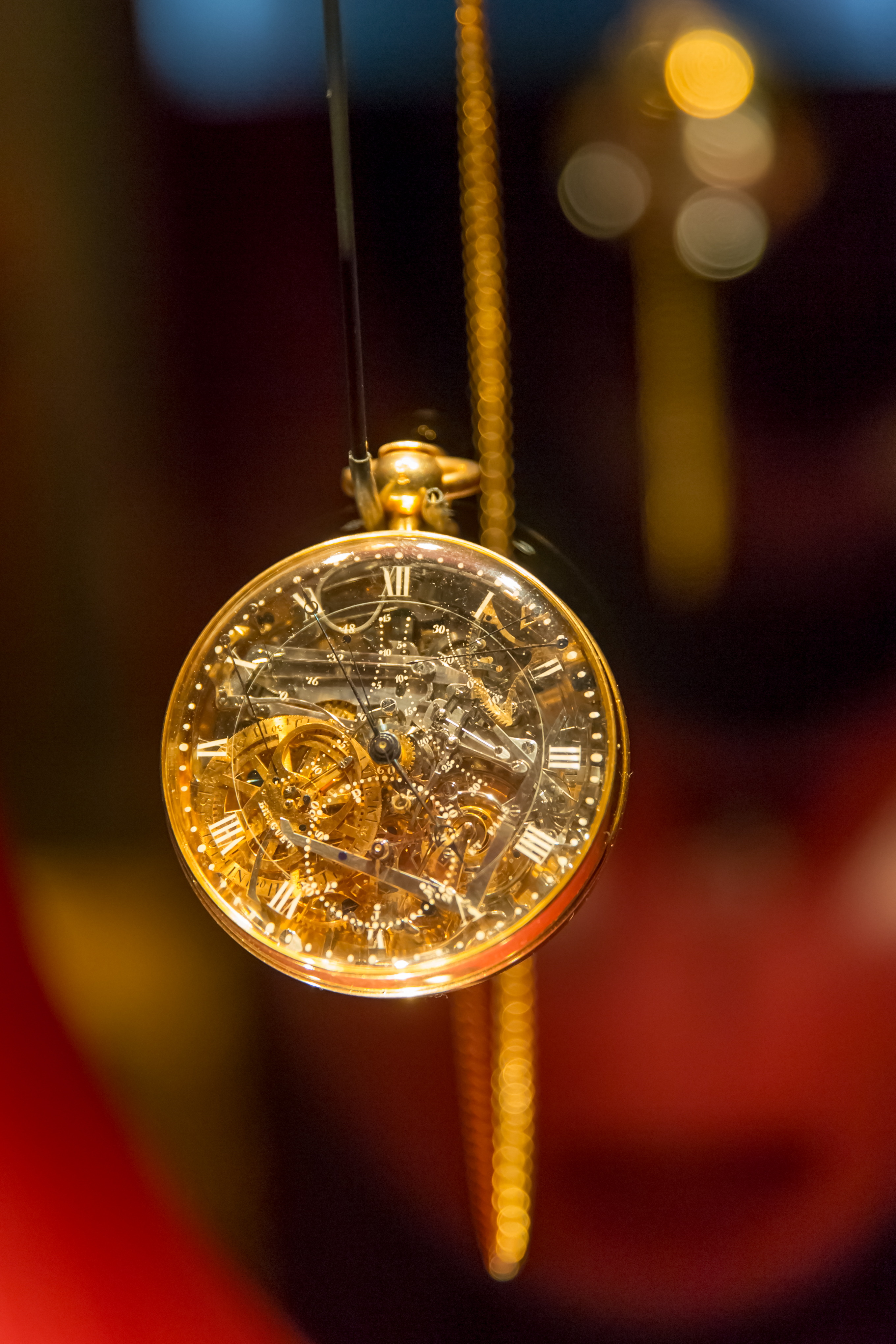
Breguet nr 160, Marie Antoinette-uret från 1827

Skelettur är ett mekaniskt ur, vars delar är utförda så att man direkt kan se hur urverket är utformat och hur det fungerar.
Den schweiziske  urmakaren Abraham-Louis Breguet tillverkade i Paris ett mycket komplicerat ur, som färdigställdes 1827 av hans son. Uret hade ursprungligen beställts för den franska drottningen Marie Antoinette, troligen av Axel von Fersen 1783. Detta fickur, "la Marie Antoinette", var ett skelettur, som anses vara det första av sitt slag. Det hade tagit 40 år att tillverka.
Vid denna tid var skelettur mycket dyra att tillverka. Förhållandena ändrades dock vid mitten av 1800-talet, då pendelur som skelettur kom på modet. Först mot slutet av 1800-talet kom armbandsur som skelettur på marknaden.

## Bildgalleri

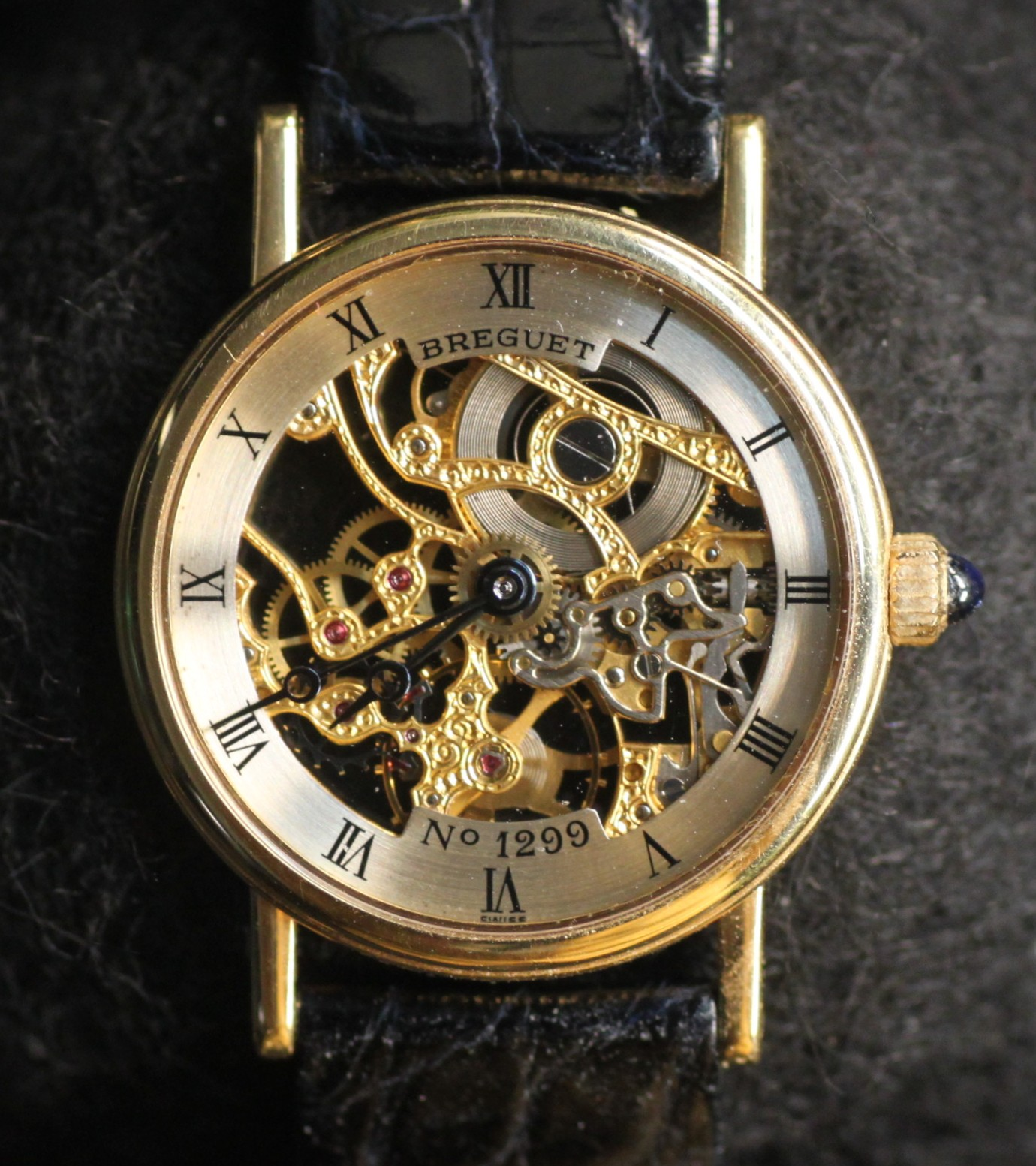
Breguet armbandsur nr 1229
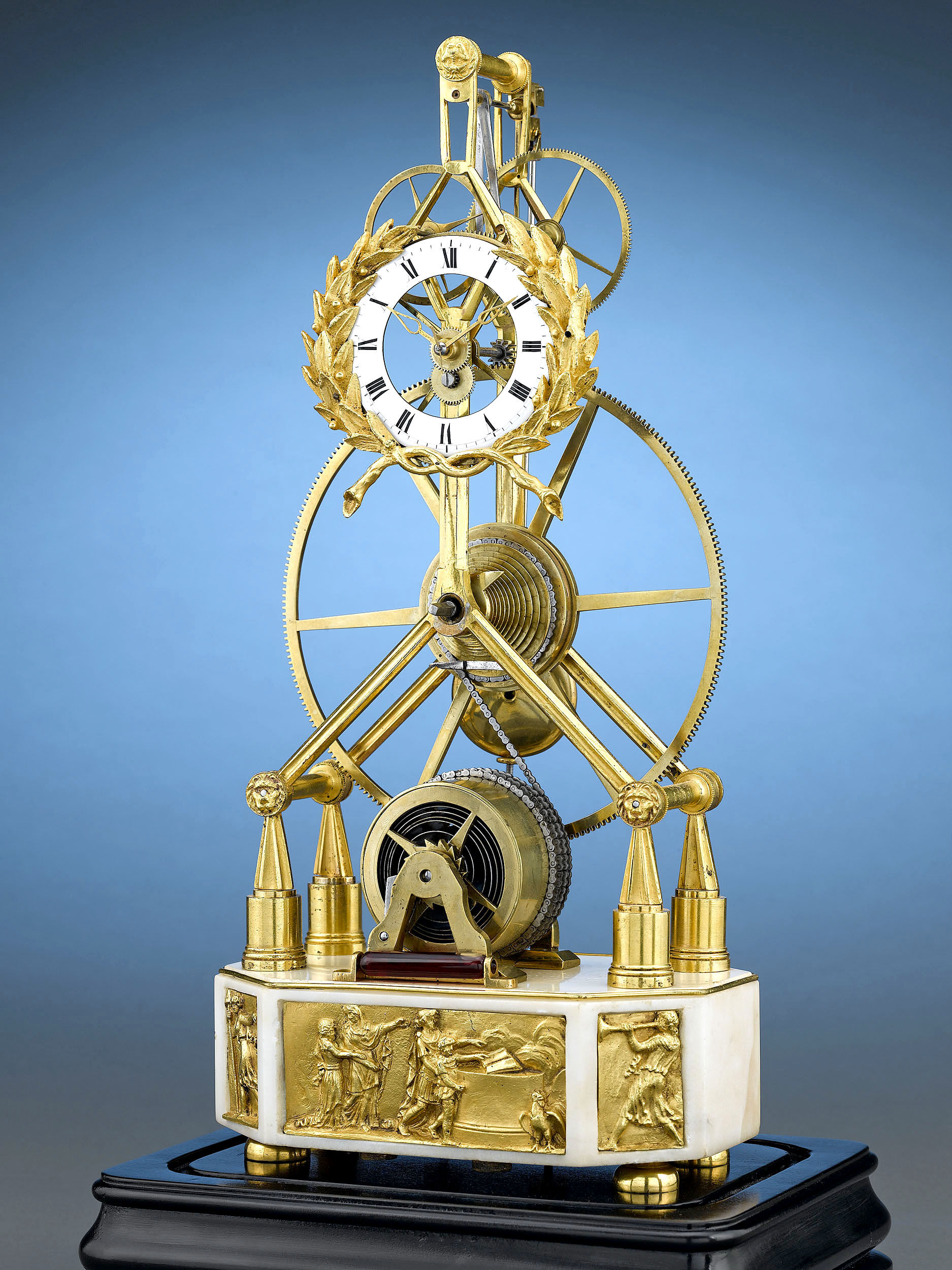
Franskt skelettur från omkring 1840
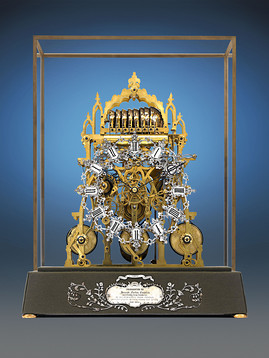
Brittiskt skelettur från 1864
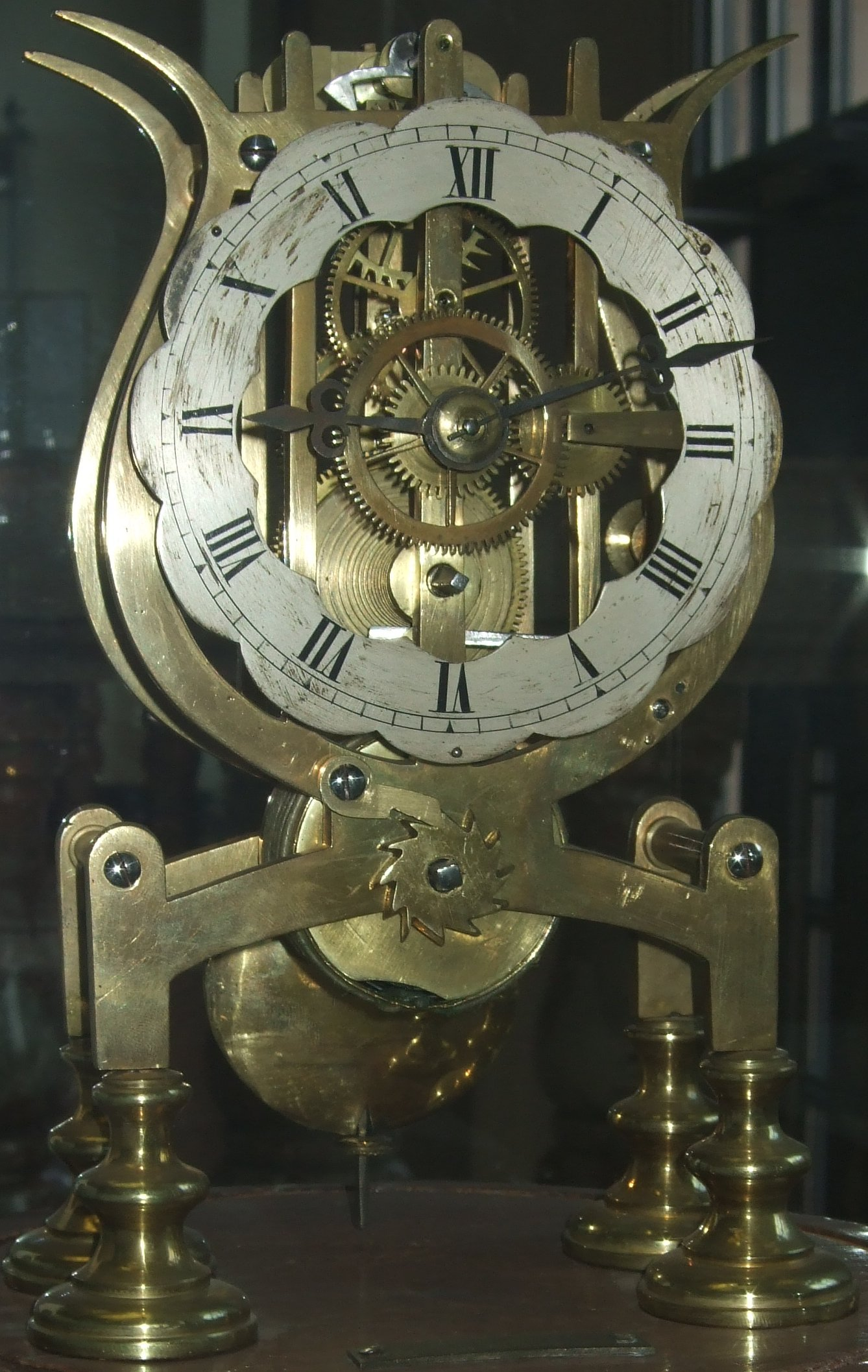
Skelettur
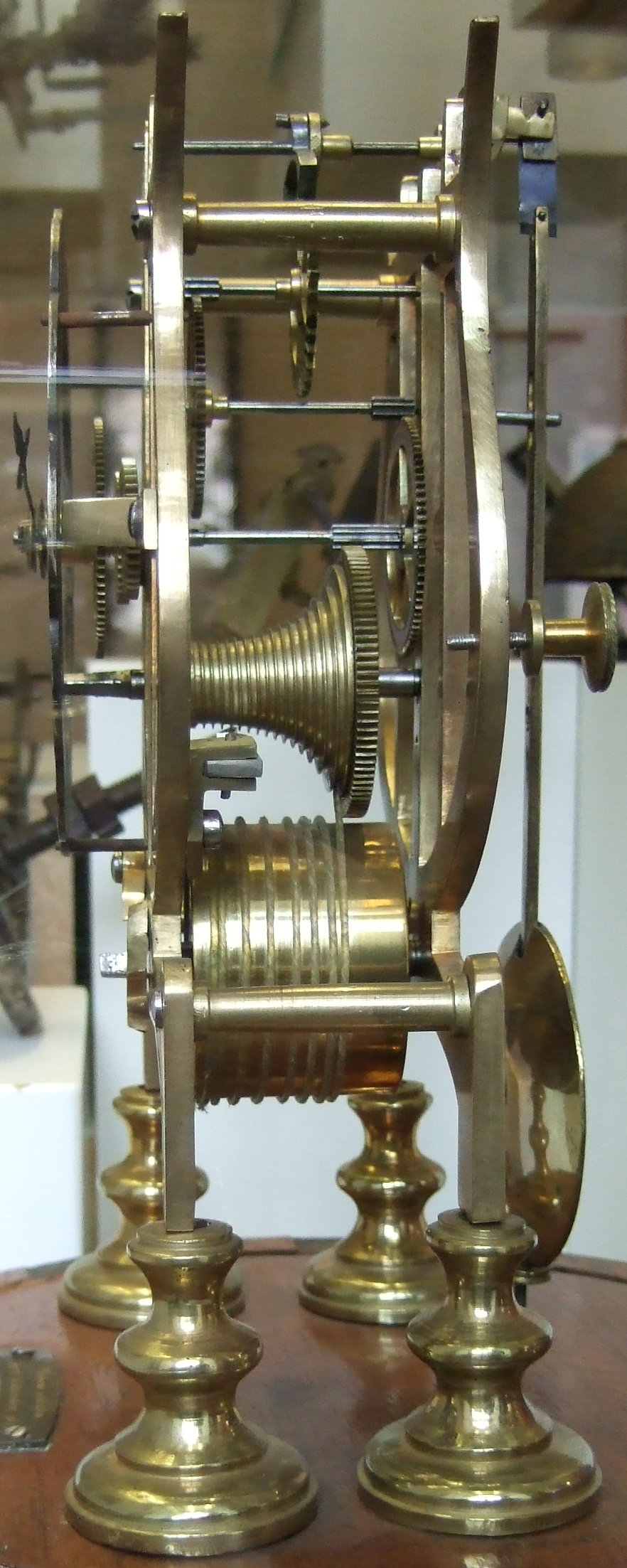
Skelettur